# Partia Socjalliberalna (Belgia)
Partia Socjalliberalna (niderl. Sociaal-Liberale Partij, SLP) – belgijska centrolewicowa i umiarkowanie separatystyczna partia polityczna z Regionu Flamandzkiego, początkowo działająca m.in. pod nazwą SPIRIT.
Partia powstała w 2001 w wyniku rozłamu w umiarkowanie nacjonalistycznej Unii Ludowej, która podzieliła się na centroprawicowy Nowy Sojusz Flamandzki i centrolewicowy SPIRIT. Nazwa nowego ugrupowania stanowiła akronim od słów Sociaal, Progressief, Internationaal, Regionalistisch, Integraal-democratisch, Toekomstgericht (społecznie, postępowo, międzynarodowo, regionalnie, całkowicie demokratycznie, przyszłościowo).
W wyborach parlamentarnych w 2003 i 2007 SPIRIT startował w kartelu wyborczym z Partią Socjalistyczną, uzyskując pojedyncze mandaty w federalnym parlamencie. Sojusz z lewicą doprowadził do odejścia z partii polityków liberalnych. Koalicja została ostatecznie zakończona w 2008, co zakwestionowała część działaczy (m.in. Bert Anciaux). W tym samym roku ugrupowanie przyjęło nazwę Flamandzcy Postępowcy (VlaamsProgressieven), którą już wkrótce przemianowano na Partię Socjalliberalną.
W 2009 socjalliberałowie przegłosowali przyłączenie się do Groen!, partii flamandzkich ekologów, zaprzestając odrębnej działalności.

## Przewodniczący
- 2001–2002: Annemie Van de Casteele
- 2002–2004: Els Van Weert
- 2004–2007: Geert Lambert
- 2007–2008: Bettina Geysen
- 2008–2009: Geert Lambert[3]